# Horst Herion
Horst Herion (* 1941 in Mannheim; † 19. April 2008) war Religionspädagoge.

## Leben
Nach der Mittleren Reife absolvierte er zunächst von 1957 bis 1960 eine Industrieausbildung zum Maschinenschlosser. Neben der anschließenden beruflichen Tätigkeit als Technischer Zeichner bereitete er sich auf das Abitur vor. Nach dem Abitur am 1. März 1966 studierte er ab Sommersemester 1966 katholische Theologie in Freiburg im Breisgau, Rom (Wintersemester 1966/1967 bis 1970 Theologie und Philosophie), Tübingen (2 Semester Theologie und Geschichte) und ab Wintersemester 1971/1972 die Fächerkombination Theologie und Germanistik in Würzburg, wo er im Frühjahr 1973 das theologische Diplom erwarb. Im Herbst 1974 legte er die wissenschaftliche Prüfung für das Lehramt an Gymnasien ab.
Im Anschluss daran begann er das Promotionsstudium im Fach Christliche Sozialwissenschaft bei Wilhelm Dreier. Am 2. März 1979 wurde er mit der Arbeit Utopische Intention und eschatologische Perspektive. Marcuses Herausforderung an die christliche Sozialethik zum Dr. theol. promoviert. In der Zeit von Februar 1978 bis 1980 war er als Studienreferendar für die Fächer Deutsch und Kath. Religionslehre in Würzburg und Mellrichstadt. Im Februar 1980 erfolgte nach Bestehen der Pädagogischen Prüfung die Ernennung zum Studienrat z. A. und die Versetzung an das Kronberg-Gymnasium in Aschaffenburg, wo er bis zum 31. Juli 1982 tätig war. Danach war er bis 2000 in an der Würzburger Theologischen Fakultät, zuletzt als Akademischer Direktor, in Würzburg tätig. Von April 2000 bis September 2006 vertrat er Godehard Ruppert auf dem Lehrstuhl für Religionspädagogik und Didaktik des Religionsunterrichts in Bamberg.